# كريس نيلسون (مصارع رياضي)
كريس نيلسون (بالإنجليزية: Chris Nelson)‏ هو مصارع رياضي أمريكي، ولد في 22 ديسمبر 1974.

## وصلات خارجية
- كريس نيلسون على موقع IMDb (الإنجليزية)